# Шесница
Шесница — река в Смоленской и Тверской областях. Протяжённость (всего) — 31 км. Протяжённость по территории Смоленской области — 5 км. Площадь водосбора в пределах Смоленской области — 54 кв.м. Является притоком первого порядка реки Межа. У деревни Устье на реке установлена плотина Смоленского водохранилища.
Высота устья — 166 м над уровнем моря.
В верховьях реки расположены несколько археологических комплексов, таких как стоянка Рожино-1 (5-6 тыс. до н. э.), две стоянки Филино-2 (3-4 тыс. до н. э.), стоянка Боярщина-1 (2-4 тыс. до н. э.).